# 全球網路指數
GWI （以前称为GlobalWebIndex）是由Tom Smith于2009年创立的受众群体定位公司，旨在为全球的出版商，媒体代理商和市场营销人员提供受众见解。  GWI通过一个1800万连接的消费者小组，对46个国家/地区的消费者进行了介绍，并通过基于订阅的平台进行了展示。 

## 历史
2012年10月，GWI称Twitter和Facebook在中国和越南（后来取消了对Facebook的禁令）-这些社交网络受到其各自政府的阻拦的国家-拥有大量追随者，这令社交媒体分析师和评论员感到惊讶。这个故事被包括《赫芬顿邮报》 ，彭博社和《金融时报》在内的各种新闻媒体所报道，VPN的崛起被认为是中国互联网用户规避网站封锁的主要推动力。 公司成立近十年后，在包括Google，Spotify，WPP和Omnicom Group在内的客户中，该公司于2018年完成了第一轮A轮融资。 

## 数据源
GWI将1800万小组成员的调查数据与先进的分析和数据科学相结合，为营销者提供了见识。该工具收集人口统计，在线行为，设备访问，媒体消费，社交媒体和营销接触点中的数据，然后通过图表和图形显示数据。

### 核心研究
正在进行的GWI研究报告，每年通过4次研究浪潮，每年采访全球550,000多名互联网用户。 每个受访者都会受到详细询问，从而得出40,000个数据点用于消费者分析。 

### 定制研究
營銷商和廣告商使用GWI的自定義研究來通過其全球消費者小組執行自定義的調查和項目，從而使他們能夠訪問針對其目標受眾量身定製的資料。通過其自定義部門提供的服務範圍包括網站和廣告系列分析，品牌跟蹤，概念測試和廣告效果研究。

### 品牌资料
2017年，品牌資料被新增到其服務範圍中。它提供了對4,000多個跟蹤品牌的洞察力 ，可用於核心資料集的40,000個資料點。

### 工作资料
在2019年，它推出了首个B2B数据集 ，该数据集分析了职业专业人员的行为和态度。在由17,000名受访者组成的专门小组的陪同下，该报告的第一份报告是与Slack Technologies Inc.合作制作的。 